# Saturn (mitologia)

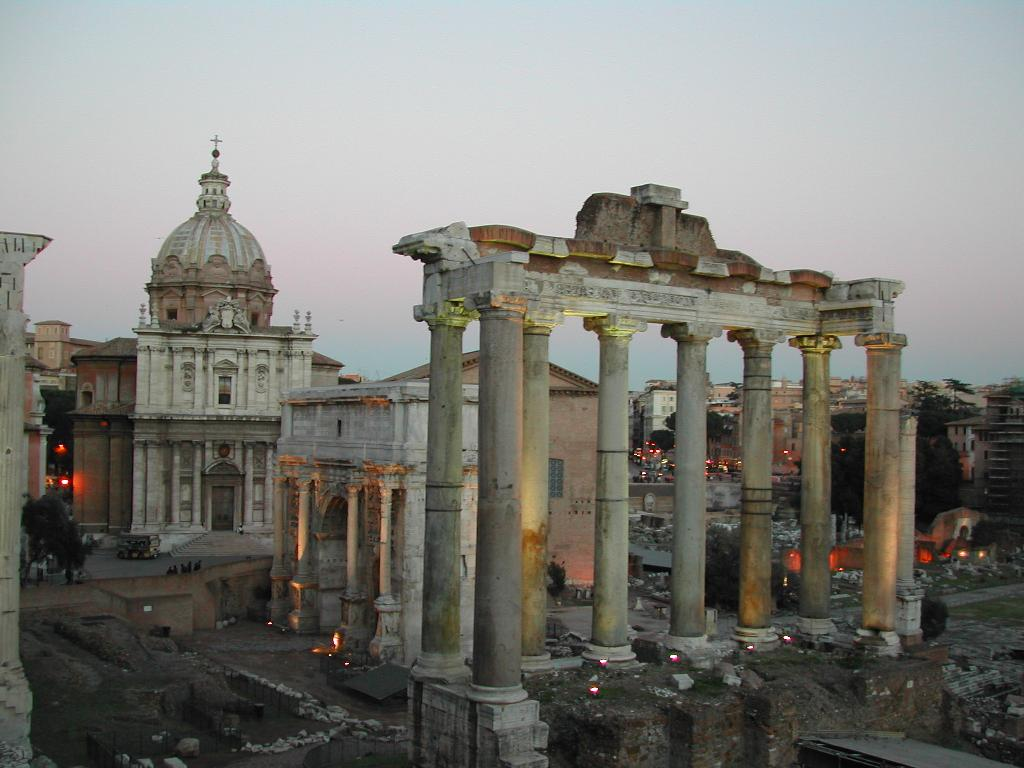
Świątynia Saturna na Forum Romanum

Saturn (łac. Saturnus, gr. Κρόνος Krónos, z łac. sator „siewca”) – staroitalski bóg rolnictwa, zasiewów i czasu, legendarny władca Italii. Pierwowzorem był etruski Satre. Małżonką Saturna była Ops.
Później Saturn był utożsamiany z greckim Kronosem. Jowisz miał strącić z tronu Saturna, który potem zamieszkał w Italii, gdzie zapanował wówczas wiek złoty. Nauczył on ludzi uprawy roli i winnej latorośli. Miał również pierwszy ustanowić prawa w Italii.
W 497 p.n.e. zbudowano na wzgórzu kapitolińskim Świątynię Saturna, prawdopodobnie na miejscu starego ołtarza, gdzie składano ofiary z ludzi. Od tego czasu obchodzono święto ku czci Saturna – saturnalia.
Jego babilońskim odpowiednikiem był Ninurta, a hinduskim odpowiednikiem − Śani.
Na cześć Saturna nazwano szóstą planetę Układu Słonecznego – Saturn.
Z kultem Saturna związana była łacińska nazwa soboty dies Saturni (dzień Saturna), a ta wpłynęła na np. ang. Saturday.
Jednym z najsłynniejszych przedstawień Saturna w sztuce jest obraz Saturn pożerający własne dzieci autorstwa Francisca Goi.